# 국제조리직업전문학교
국제조리직업전문학교(國際調理職業專門學校)는 서울특별시 동대문구 신설동에 위치한 대한민국의 전문학교이다.

## 개설학과
- 호텔조리과
- 제과제빵과